# Kara Edwards
Kara Janét Edwards (Lubbock, Texas, 17 de febrero de 1977) es una personalidad de radio y actriz de voz estadounidense afiliada a la empresa Funimation. Ella proporcionó voces para varias versiones adaptadas al inglés de series de anime japonesas. También es conocida en el área de Charlotte, Carolina del Norte, por su carrera anterior como presentadora de radio.

## Carrera
Edwards comenzó su carrera de transmisión con un trabajo en Radio Disney en Dallas, Texas, el otoño después de graduarse de la escuela secundaria. Estuvo internada durante ocho meses antes de obtener los trabajos más permanentes de escritora, productora, actriz de doblaje y directora de doblaje para niños.
En julio de 1997, se convirtió en copresentadora del "Show Squeege and Kara" en Radio Disney sindicado con su amigo y compañero actor de voz Kyle Hebert.
Realizó trabajos de doblaje en comerciales para compañías como Blockbuster Entertainment, Levi's Jeans y Clinique cosmetics, así como una variedad de anuncios regionales. Durante la última parte de su mandato en Radio Disney, Edwards comenzó a trabajar para Funimation como actriz de voz independiente. Su primer papel fue como Lime en el episodio de Dragon Ball Z "Una niña llamada Lime". En marzo de 2002, Edwards fue contratada como productora y "compinche" ocasional para el programa de radio Sander Walker in the Morning en WSSS 104.7 FM en Charlotte, Carolina del Norte.
Permaneció en esta posición hasta el 31 de octubre de 2003. Después de que terminó la emisión de esa mañana, todo el elenco y el equipo de Sander Walker fueron informados de que WSSS estaba cambiando su formato a música navideña durante todo el día, y posteriormente todos terminaron. Sin embargo, Edwards no estuvo fuera de las ondas por mucho tiempo. En febrero de 2004, se convirtió en la copresentadora del Jeff Roper Morning Show sindicado por WSOC 103.7 FM, también de Charlotte.
En enero de 2005, Jeff Roper dejó el WSOC para tomar un trabajo matutino en WWNU 92 FM en Columbia, Carolina del Sur. La gerencia de WSOC le asignó a Edwards que asumiera las tareas de coanfitrión con Rob Tanner como parte del nuevo espectáculo Tanner in the Morning. La mezcla de humor y parodias regionales del programa lo convirtió en uno de los programas matutinos mejor calificados en el mercado de radio de música country del área de Charlotte, y Edwards continuó con sus deberes de coanfitrión durante casi dos años.
Aunque Edwards disfrutaba de su trabajo en la radio, había comenzado a sentirse cada vez más fuerte acerca de la actuación de voz. En agosto de 2006, Edwards y sus compañeros actores de Funimation, Sean Schemmel, Chris Sabat y Jason Liebrecht asistieron a la Convención de Wizard World Comics en Chicago, Illinois. Cuando los fanáticos de Dragon Ball esperaron en línea hasta cinco horas para obtener su autógrafo, Edwards comenzó a considerar seriamente hacer que la voz actuara en su trabajo a tiempo completo.

Entonces decidí: '¿Sabes qué? Esta es mi pasión en la vida. Siempre pensé que la radio era el
lugar donde debería estar y lo perseguí y lo perseguí. Ahora creo que este es el lugar donde debería estar.

Unas semanas más tarde, Edwards expresó sus sentimientos a la gerencia de WSOC durante una reunión mensual de estrategia de desempeño y les habló de su deseo de actuar a tiempo completo y dejar su posición como coanfitrión. La WSOC y el personal del show de Tanner aceptaron la decisión de Edwards, y su partida fue manejada amigablemente.
Desde entonces, Edwards ha residido en Dallas haciendo doblajes comerciales y documentales, pero ocasionalmente regresa a Funimation para repetir sus papeles de Dragon Ball en proyectos recientes. También se la escucha interpretando papeles en otros animes.

## Vida personal
Edwards conoció al meteorólogo de WBTV afiliado a Charlotte CBS, Chris Suchan; se casaron en abril de 2006. Más tarde se divorciaron. Ella dio a luz a un niño en agosto de 2015.
En 2019, Edwards alegó que el actor de doblaje Vic Mignogna la había acosado sexualmente, alegando que le había arrancado el pelo y le había propuesto matrimonio en 2008 y 2010. Inicialmente reveló las acusaciones de forma anónima a través de io9, pero luego testificó en su contra durante su demanda.

## Filmografía

### Series de televisión
| Año | Título               | Papel              | Notas               | Fuente |
| --- | -------------------- | ------------------ | ------------------- | ------ |
|     | Barney y sus amigos  | Riff (canciones)   |                     |        |
|     | Raggs Kids Club Band | Razzles (hablando) |                     | [ 1 ]  |
|     | Victorious           | Mujer              | (Temporada 2, Ep.2) |        |

### Películas
| Año  | Título                    | Papel     | Notas | Fuente |
| ---- | ------------------------- | --------- | ----- | ------ |
| 2012 | Mass Effect: Paragon Lost | Christine |       | [ 7 ]  |

### Videojuegos
| Año           | Título                           | Papel                                    | Notas | Fuente |
| ------------- | -------------------------------- | ---------------------------------------- | ----- | ------ |
| 2003–presente | Franquicia de juegos Dragon Ball | Goten (niño), Videl, Gotenks, Upa (niño) |       |        |
| 2011          | The Gunstringer                  | Voces adicionales                        |       |        |
| 2014          | SMITE                            | Atenea, Afrodita (nena de la playa)      |       |        |
| 2016          | Battleborn                       | Shayne                                   |       |        |